# لغة الإشارة الكويتية
لغة الإشارة الكويتية هي لغة إشارة يستخدمها الصم في الكويت. وهي مُتفرعة من أسرة لغة الإشارة العربية.